# Вант
Вант (Vanth, Vanθ) е женски демон на задгробния свят в митологията на етруските, олицетворяващ смъртта. Представяна е като жена с крила, държаща змии, обвили ръцете ѝ. Други нейни атрибути са факла, свитък, меч и ключ. Често е изобразявана върху огледала, нерядко заедно с Харун. Отъждествявана понякога с гръцките еринии.